# Proska Reka
Proska Reka (makedonska: Проска Река) är ett vattendrag i Nordmakedonien.   Det rinner genom kommunen Plasnica, i den västra delen av landet, 60 kilometer söder om huvudstaden Skopje.